# Dia mundial de la televisió
El desembre de 1996, les Nacions Unides van proclamar el 21 de novembre el Dia Mundial de la Televisió, que se celebra cada any, en commemoració de la data en què es va celebrar el primer Fòrum Mundial de la Televisió el 1996.
L'oposició a aquesta declaració es va concretar en 11 abstencions a votar la resolució; en expressar la seva oposició, la delegació d'Alemanya va dir:
| « | Ja hi ha tres dies de les Nacions Unides que engloben temes similars: el Dia Mundial de la Llibertat de Premsa; Dia Mundial de les Telecomunicacions i de la Societat de la Informació; i el Dia Mundial de la Informació sobre el Desenvolupament. Afegir un altre dia no té gaire sentit ... La televisió és només un mitjà d'informació i un mitjà d'informació al qual una majoria considerable de la població mundial no té accés ... Aquesta gran majoria podria mirar fàcilment la televisió mundial Dia com el dia d'un home ric. No tenen accés a la televisió. Hi ha mitjans d'informació més importants i aquí mencionaria la ràdio en particular. Creiem que és més important millorar el paper d'aquests mitjans que el de la televisió. | » |

L'ONU reconeix que la televisió es pot utilitzar per educar a moltes persones sobre el món, els seus problemes i històries reals que passen al planeta. La televisió és una de les formes més influents de mitjans de comunicació i difusió d'informació. S'utilitza per difondre la llibertat d'expressió i per augmentar la diversitat cultural. L'ONU es va adonar que la televisió tenia un paper important en la presentació de problemes globals que afectaven les persones i que calia abordar-ho.
El 17 de desembre de 1996, l'Assemblea General de les Nacions Unides va proclamar el 21 de novembre el Dia Mundial de la Televisió per commemorar la data en què es va celebrar el primer Fòrum Mundial de la Televisió a principis d'aquest any. L'ONU va convidar tots els estats membres a observar el dia fomentant els intercanvis mundials de programes de televisió centrats, entre altres coses, en qüestions com la pau, la seguretat, el desenvolupament econòmic i social i les millores del canvi cultural.